# Спиртина улица (Земун)
| Улица Спиртина | Улица Спиртина           |
| -------------- | ------------------------ |
|                |                          |
| Општина        | Земун                    |
| Почетак        | Улица Светозара Милетића |
| Крај           | Улица Тошин бунар        |
| Дужина         | 50 m                     |
| Ширина         | 8 m                      |
| Стари називи   | Отокара Кершованија,     |
|                |                          |
|                |                          |
| Улица Спиртина |                          |

Улица Спиртина  у Земуну, налази се у подножју лесне заравни Калварија у истоименом насеља, у Доњем Граду. Простире се од Улице Тошин бунар па све до раскрснице са Улицом Светозара Милетића. На улицу се настављају камене степенице, познате под називом Калварице, којим се уз падину лесног брега Калварија избија у истоимени парк Калварија, а затим у Улицу Ђорђа Пантелића, у Горњи Град. 

## Називи улице
Улица је добила име по презимену богате и утицајне земунске породици Спирта, цинцарског порекла, која је својим животом, радом и доброчинством, обележила живот у Земуну средину 19. века.
Улица је ово име носила до до 1946. године када га је преименована у улицу Отокара Кершованија, по Југословенском новинара у револуционару, стрељаном од старне окупатора Југославије 9. јула 1941. године.
Улици је старо име Спиртина, враћено 2004. године.
И поред промене назива данас су код староседелаце ове улице у паралелној употреби оба имена (о чему сведоче на једној од четири приватне зграде), и до данас (2019) сачуване две табле са оба назива улице, новом и старом. (видети слику).

## Положај и пространство
Улица се налази на у подножју лесне заравни „Калварија”, једном од три брда Земуна, у југозападном делу Општине Земун, северозападнно од улице Тошин бунар. Почиње од Улице Тошин бунар на југоистоку и у дужини од око 80 метара пружа се ка северозападу све до раскрснице са Улицом Светозара Милетића. Одатле наставља пешачком комуникацијим, преко бетонског степеништа „Калварицe”, уз скоро вертикалну падину, све до парка Калварија до раскрснице улица др Недељка Ерцеговца и Ђорђа Пантаелића на заравњеном делу лесног брега Калварија.
Улица је једна од најкраћих у Земуну, са само четири стамбене зграде, по две на свакој страни на сваком од четири угла улице, између којих су дворишта и помоћни објекти.

## Опште информације
Спиртина улица је једна од најкраћих улица у Земуну, која је након реализације пројекат под називом „Земунци за степенице”, средином 20-тих година 21. века. Вођени идејом Ненада Хегедиша, који је на ову замисао дошао након обиласка сличних степеница (са 215 газишта) које је оплеменио уметничким мозаиком у бојама Бразила, ликовни уметник Ескадариа Серион, око себе је окупио групу ентузијаста, који су према њиховим речима, имали за циљ...да оставе траг у историји града, са надом да ће степенице (у Спиртиној улици) постати украс ове улице и и туристичка атракција.
Након бројних активности, поменуте креативне групе младих из Земуна, у склопу реализације интересантног ликовно, историјског и еколошког пројекта обнове, до тада неугледних и запуштених степеница у Спиртиној улици, и на сваком од 128 степеника уписана су имена славних Земунаца. Тако су од степеница и Спиртине улице они створили специфичну културну оазу и спортску и туристичку атракцију Калварије, Земуна, а шире гледано и Београда.